# Concours Centrale-Supélec
 (avril 2022).
Pour les articles homonymes, voir CCS.
Le concours Centrale-Supélec ou CCS est avec le concours Polytechnique-ENS-ESPCI et le Concours Commun Mines-Ponts, l’un des concours pour l'entrée aux prestigieuses écoles d'ingénieurs françaises (habituellement surnommées « grandes écoles »).

## Écoles
Quatorze écoles recrutent par le biais de ce concours :
- les écoles du Groupe Centrale
  - CentraleSupélec (Nouveau cursus unifié depuis 2018. Les cursus Centralien et Supélec ne sont plus accessibles)
  - l'École centrale de Lille (EC Lille)
  - l'École centrale de Lyon (EC Lyon, ECL)
  - Centrale Méditerranée (ECM)
  - l'École centrale de Nantes (EC Nantes, ECN)
  - l'Ecole centrale de Casablanca
- AgroParisTech (depuis la session 2023)
- l'École nationale supérieure d'arts et métiers (ENSAM)
- l'Institut d'optique Graduate School (SupOptique)
- l'École nationale supérieure de l'électronique et de ses applications (ENSEA)
- l'École navale
- l'École spéciale des travaux publics (ESTP)
- l'EPF.

## Inscription
« L’inscription au concours n’est pas subordonnée à l’obtention préalable d’un diplôme, ni à l’inscription dans un lycée ; tous les candidats d’un niveau d’études suffisant peuvent concourir » (y compris des candidats libres).
Contrairement aux concours commun Mines-Ponts ou aux Concours communs polytechniques, l'inscription se fait ici par école (environ 120 € par école, gratuit pour l'École navale). On ne peut être admissible qu'aux écoles que l'on présente. Chaque école fixe sa propre barre d'admissibilité. 
Les oraux sont communs à toutes les écoles, sauf à l'ENSEA et à l'École Navale : ces trois écoles organisent leurs propres oraux. L'ENSEA utilise les notes de l'oral commun pour les candidats également admissibles à au moins une des autres écoles, qui passent alors uniquement l'oral commun CentraleSupélec. Les Arts et Métiers ont une épreuve orale spécifique de sciences.

## Historique
En 1959, l'École supérieure d'électricité et l'École supérieure d'optique (aujourd'hui Institut d'optique Graduate School) mettent en place un concours de recrutement commun. En 1962, c'est au tour de l'École Centrale des Arts et Manufactures et de l'École Centrale lyonnaise de faire de même. 
En 1967, les quatre écoles signent une convention pour organiser le « Service du concours à épreuves écrites communes » à partir de 1968. Le concours est présidé par un inspecteur général de l'Éducation Nationale (Maurice Durrande à sa création).
L’Institut industriel du Nord (IDN, aujourd'hui École centrale de Lille), rejoint le concours commun en 1972.
L'ENSIIE rejoint le concours commun en 1974 (sous le nom IIE à l'époque), l'ENSEA en 1988, l'École centrale de Nantes en 1992.
En 2004, l'EGIM (aujourd'hui Centrale Méditerranée) rejoint le concours commun.
L'École navale quitte le concours commun polytechniques (CCP) pour rejoindre le concours Centrale-Supélec dès l'année scolaire 2010-2011, afin notamment d'afficher les spécificités et les différences de l'école au sein d'un concours au nombre d'écoles restreint.
En 2015, l'École centrale Paris et Supélec fusionnent pour former CentraleSupélec.
En 2015 également, l'ENSIIE quitte le concours Centrale-Supélec pour rejoindre le Concours Télécom INT.
De 2016 à 2019, l’Université de Technologie de Troyes (UTT) a participé au concours, cette école organisant alors ses oraux de manière conjointe avec l'ENSEA.
En 2018, l'ESTP, l'ENSAM et l'EPF rejoignent le concours commun pour la session 2019.

## Cycle international
Outre le concours accessible à tous les étudiants présents en France, « l’admission au Cycle international de formation est ouverte aux candidats non-français qui n’effectuent pas leur scolarité en France et qui résident au Maroc, au Liban, en Tunisie, au Gabon ou en Côte d'Ivoire. Des épreuves écrites, communes avec le concours Mines-Ponts, sont organisées au Maroc, au Liban, en Tunisie, au Gabon ou en Côte d'Ivoire pour les candidats qui ont suivi leur scolarité dans ces pays et qui sont présentés par un lycée en liaison avec l’Ambassade de France. »[réf. souhaitée].